# Прапор Олександрівського району (Кіровоградська область)
Пра́пор Олекса́ндрівського райо́ну — офіційний символ Олександрівського району Кіровоградської області, затверджений 24 квітня 2001 року рішенням сесії Олександрівської районної ради. Автори — Василь Білошапка, Валентина та Інна Лисенко.

## Опис
Прапор являє собою прямокутне полотнище із співвідношенням сторін 2:3, що по вертикалі розділене на дві рівні частини: зеленого (від древка) та жовтого кольору. У зеленому полі розташовано біле погруддя оленя, а жовте поле — вільне. Прапор двосторонній, зворотна сторона — дзеркальна до лицьової.

## Символіка
Розділення полотнища на два кольори символізує кордони, що в різні часи проходили територією району: в давнину це були кордони Київської Русі та Дикого поля, Речі Посполитої та Кримського ханства, згодом Речі Посполитої та Російської імперії, межі Чигиринського повіту Київської губернії та Олександрійський — Херсонської, межа лісів та степів. Два кольори означають також факт створення району на основі території з частин Олександрійського та Єлизаветградського повітів. Олені водяться у лісах району та були тотемними тваринами прадавнього населення краю — скіфів.